# Eddie Lawson
Eddie Lawson (Upland, Kalifornija, Sjedinjene Države, 11. ožujka 1958.) je američki vozač motociklističkih utrka, bivši četverostruki svjetski prvak u motociklizmu. Radi svoje konstantnosti u osvajanju bodova, bio je poznat po nadimku "Steady Eddie" (stabilni, čvrsti Eddie).

## Karijera

### Motociklizam
Svoju motociklističku karijeru, Lawson je započeo na speedway utrkama u južnoj Kaliforniji. Kada je postajalo sve teže osigurati konkurentni motocikl za nadmetanje s dominantnim Harley Davidsonima, prešao je u brzinski motociklizam. 1979., Lawson je iza Freddieja Spencera osvojio drugo mjesto na nacionalnom američkom motociklističkom prvenstvu (AMA) klase 250cc. Tada je prihvatio ponudu Kawasakija da se natječe u američkom nacionalnom superbike prvenstvu, koje je osvojio 1981. i 1982. S istom momčadi osvojio je i američko nacionalno prvenstvo u klasi 250cc 1980. i 1981.
1983., prihvatio je ponudu Yamahe da se kao timski kolega Kennyja Robertsa natječe u svjetskom motociklističkom prvenstvu. Sezonu 1983., privikavao se na natjecanje u Grand prix utrkama, ali već iduće sezone 1984. počinje redovno pobjeđivati te osvaja i naslov svjetskog prvaka, prvog od ukupno četiri. Nakon osvajanja naslova 1986. i 1988., Lawson je šokirao svijet motociklizma najavom prelaska u momčad Honde, tadašnjih velikih suparnika Yamahe. Već 1989. osvaja naslov za Hondu, postavši prvi motociklist koji je osvojio uzastopna prvenstva vozeći za različite proizvođače.
1990., Lawson je zajedno s Japancem Tadahikom Tairom, vozeći Yamahu FZR750R OW01, pobijedio utrku izdržljivosti 8 sati Suzuke. Također je pobijedio i 200 milja Daytone 1986., i 1993., povratkom u natjecanja nakon povlačenja godinu dana ranije. Kada se početkom 1990-ih povukao iz motociklizma, bio je s 31 pobjedom na trećem mjestu popisa pobjednika svih vremena.

### Automobilizam
Nakon motociklističke karijere, Lawson se posvetio automobilizmu u utrkama jednosjeda američkih prvenstava Indy Lights i kasnije CART. Sezone 1996., sudjelovao je na 11 utrka s dva šesta mjesta, na U.S. 500 i Detroit Indy Grand Prix, kao najboljim rezultatima. Strast Eddieja Lawsona ka brzinama nije se smanjila s vremenom, te se bivši svjetski prvak danas najteče s 250cc Superkartinzima.

## Počasti
- 1999. uveden u Motociklistički Hall of Fame.[2]
- 2002. uveden u Američki Motorsports Hall of Fame.[7]
- 2005. Svjetska motociklistička federacija (FIM) proglasila ga je "Legendom" motociklizma.[8]

## Statistike karijere[1]
Bodovni sustav od 1969. do 1987.
| Pozicija | 1  | 2  | 3  | 4 | 5 | 6 | 7 | 8 | 9 | 10 |
| Bodovi   | 15 | 12 | 10 | 8 | 6 | 5 | 4 | 3 | 2 | 1  |

Bodovni sustav od 1988. do 1992.
| Pozicija | 1  | 2  | 3  | 4  | 5  | 6  | 7 | 8 | 9 | 10 | 11 | 12 | 13 | 14 | 15 |
| Bodovi   | 20 | 17 | 15 | 13 | 11 | 10 | 9 | 8 | 7 | 6  | 5  | 4  | 3  | 2  | 1  |

(masno - prva startna pozicija; kurziv - najbrži krug)
| Godina | Klasa | Tim             | Motocikl | 1       | 2       | 3       | 4       | 5       | 6       | 7       | 8       | 9     | 10     | 11    | 12      | 13      | 14    | 15    | Bodovi | Pozicija | Pobjede |
| ------ | ----- | --------------- | -------- | ------- | ------- | ------- | ------- | ------- | ------- | ------- | ------- | ----- | ------ | ----- | ------- | ------- | ----- | ----- | ------ | -------- | ------- |
| 1983.  | 500cc | Marlboro Yamaha | YZR500   | RSA 8   | FRA NC  | ITA 3   | NJE 9   | ŠPA 6   | AUT 2   | JUG 3   | NIZ 5   | BEL 5 | VBR 4  | ŠVE 5 | RSM 3   |         |       |       | 78     | 4.       | 0       |
| 1984.  | 500cc | Marlboro Yamaha | YZR500   | RSA 1   | ITA 2   | ŠPA 1   | AUT 1   | NJE 2   | FRA 2   | JUG 4   | NIZ 3   | BEL 4 | VBR 2  | ŠVE 1 | RSM 4   |         |       |       | 142    | 1.       | 4       |
| 1985.  | 500cc | Marlboro Yamaha | YZR500   | RSA 1   | ŠPA 2   | NJE 4   | ITA 2   | AUT 2   | JUG 1   | NIZ NC  | BEL 2   | FRA 4 | VBR 2  | ŠVE 2 | RSM 1   |         |       |       | 133    | 2.       | 3       |
| 1986.  | 500cc | Marlboro Yamaha | YZR500   | ŠPA 2   | ITA 1   | NJE 1   | AUT 1   | JUG 1   | NIZ NC  | BEL 2   | FRA 1   | VBR 3 | ŠVE 1  | RSM 1 |         |         |       |       | 139    | 1.       | 7       |
| 1987.  | 500cc | Marlboro Yamaha | YZR500   | JAP NC  | ŠPA 2   | NJE 1   | ITA 2   | AUT NC  | JUG 3   | NIZ 1   | FRA NC  | VBR 1 | ŠVE 2  | ČEH 2 | RSM 2   | POR 1   | BRA 2 | ARG 1 | 157    | 3.       | 5       |
| 1988.  | 500cc | Marlboro Yamaha | YZR500   | JAP 3   | SAD 1   | ŠPA 2   | EXP 1   | NAT 1   | NJE 4   | AUT 1   | NIZ 2   | BEL 2 | JUG 10 | FRA 1 | VBR 6   | ŠVE 1   | ČEH 2 | BRA 1 | 252    | 1.       | 7       |
| 1989.  | 500cc | Rothmans Honda  | NSR500   | JAP 3   | AUS 5   | SAD 3   | ŠPA 1   | NAT DNS | NJE 2   | AUT 2   | JUG 3   | NED 2 | BEL 1  | FRA 1 | VBR 2   | ŠVE 1   | ČEH 2 | BRA 2 | 228    | 1.       | 4       |
| 1990.  | 500cc | Marlboro Yamaha | YZR500   | JAP DNF | SAD DNS | ŠPA INJ | NAT INJ | NJE INJ | AUT INJ | JUG INJ | NIZ 3   | BEL 3 | FRA 5  | VBR 3 | ŠVE 2   | ČEH 3   | MAĐ 2 | AUS 4 | 118    | 7.       | 0       |
| 1991.  | 500cc | Cagiva          | GP500    | JAP 6   | AUS 6   | SAD 5   | ŠPA 6   | ITA 3   | NJE 4   | AUT 5   | EUR DNF | NIZ 4 | FRA 3  | VBR 6 | RSM DNF | ČEH 8   | VDM - | MAL - | 126    | 6.       | 0       |
| 1992.  | 500cc | Cagiva          | GP500    | JAP 14  | AUS 6   | MAL DNF | ŠPA 11  | ITA 11  | EUR 6   | NJE 6   | NIZ DNF | MAĐ 1 | FRA 5  | VBR 4 | BRA 11  | RSA DNF |       |       | 56     | 9.       | 1       |

## Vanjske poveznice
- (engl.) Eddie Lawson - motogp.com   Arhivirana inačica izvorne stranice od 9. kolovoza 2017. (Wayback Machine)
- (engl.) Eddie Lawson - motorcyclemuseum.org - AMA Motorcycle Hall of Fame
- (engl.) Eddie Lawson - racing-reference.info
- (engl.) Eddie Lawson - champcarstats.com
- (engl.) Eddie Lawson - driverdb.com
- (engl.) Eddie Lawson - motorsportmagazine.com